# Reina Māyā de Sakya
La Reina Māyā de Sakya (Māyādevī) va ser la mare que va infantar Gautama Buda, el fundador del Budisme, i era germana de Mahāpajāpatī Gotamī, la primera monja ordenada per Buda.
En la tradició budista, Maya morí poc després de parir Buda, generalment es diu que set dies després i que va reviure dins el cel budista. Per tant, Maya no va poder criar el seu fill, cosa que va fer la seva germana Mahapajapati Gotami.
Māyā significa "amor" en sànscrit. Māyā també s'anomena Mahāmāyā ("Gran Māyā") i Māyādevī ("Reina Māyā"). en tibetà se'n diu Gyutrulma i en japonès, Maya-fujin (摩耶夫人).